# Ур-Нинмарки
Ур-Нинмарки — правитель (энси) Эшнунны, правил в первой половине XX века до н. э. Возможно, сын Азузума.

## Список датировочных формул Ур-Нинмарки
|   | |
| a | Год, когда Ур-Нинмарки, энси Эшнунны сделал пару медных статуй OIP 43 184 mu ur-dnin-mar-ki ensi2 asz2-nunki alan urudu min-a-ba / 2-a-ba ba-dim2             |
| b | Год, когда Ур-Нинмарки, энси Эшнунны сделал каменную статую представляющую его сидящим OIP 43 91 mu ur-dnin-mar-ki ensi2 asz2-nun-naki na4alan tusz-a ba-dim2 |
| c | Год, когда Ур-Нинмарки, энси Эшнунны сделал ложе … OIP 43 92 mu ur-dnin-mar-ki ensi2 asz2-nunki giszna2 … ba-dim2                                             |

| Династия Эшнунны       |                                                 |                         |
| Предшественник: Азузум | правитель Эшнунны 1-я половина XX века до н. э. | Преемник: Ур-Нингишзида |